# Cessens
Cessens korábbi község (település) Franciaországban, Savoie megyében. 2016. január 1-jén Albens, Épersy, Mognard, Saint-Germain-la-Chambotte és Saint-Girod községekkel egyesült és az így létrejött Entrelacs új község része lett.
Lakosainak száma 460 fő (2018. január 1.). Cessens Chindrieux, Ruffieux, Saint-Germain-la-Chambotte, Massingy, Moye és Albens községekkel határos.

## Népesség
A település népességének változása:
| Lakosok száma | 348  | 335  | 301  | 289  | 320  | 405  | 399  | 403  | 416  | 460  |
|               | 1962 | 1968 | 1975 | 1982 | 1990 | 2008 | 2013 | 2015 | 2017 | 2018 |